# Glucosa-1-fosfat
La glucosa 1-fosfat és una molècula de glucosa amb un grup fosfat al carboni 1'. Pot existir en forma anomèrica α o β.

## Reaccions de l'α-glucosa 1-fosfat

### Catabòliques
En la glicogenòlisi, és el producte directe de la reacció en què la glicogen fosforilasa escindeix una molècula de glucosa d’una estructura de glucogen més gran. Una deficiència de glicogen fosforilasa muscular es coneix com a malaltia d’emmagatzematge de glicogen tipus V (malaltia de McArdle).
Per utilitzar-la en el catabolisme cel·lular, primer cal que sigui convertida en glucosa 6-fosfat per l'enzim fosfoglucomutasa en un equilibri lliure. Una de les raons per les quals les cèl·lules formen glucosa 1-fosfat en lloc de glucosa durant la descomposició del glicogen és que la glucosa fosforilada molt polar no pot sortir de la membrana cel·lular i, per tant, està marcada pel catabolisme intracel·lular. La deficiència de fosfoglucomutasa-1 es coneix com a malaltia per emmagatzematge de glicogen tipus 14 (GSD XIV).

### Anabòliques
En glicogènesi, la glucosa 1-fosfat lliure també pot reaccionar amb UTP per formar UDP-glucosa, mitjançant l’ús de l'enzim UDP-glucosa pirofosforilasa. A continuació, pot tornar a l'estructura polimèrica de glicogen mitjançant el glicogen sintasa.

## β-Glucosa 1-fosfat
La β-glucosa 1-fosfat es troba en alguns microbis. Es produeix per alfa-glucano fosforilases invertases com ara els maltosa fosforilasa, kojibiosa fosforilasa i trehalosa fosforilasa i després es converteix en glucosa 6-fosfat pel β-fosfoglucomutasa.